# Нганга

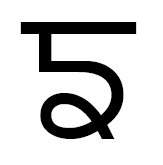
Нга

Нганга (в.-пандж. ਙੰਙਾ), унга (хинди उंगा) — десятая буква алфавита гурмукхи, обозначает велярный носовой согласный [ŋ], слов начинающихся на эту букву нет, а внутри слова буква пишется с помощью надстрочных знаков «типпи» ੰ и «бинди» ਂ. Типпи пишется если ему предшествуют краткие знаки гласных «А», «И», «У» и долгая «У», а также Ири сихари. Бинди пишется во всех остальных случаях, включая Ура аонкар и Ура дулэинкар.

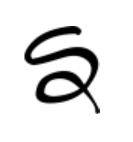
Нганга рукописная
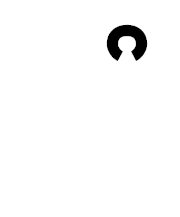
Типпи